# Втори живот
„Втори живот“ (на корейски: 어게인 마이 라이프, на английски: Again My Life) е южнокорейски телевизионен сериал с участието на И Джун Ги, И Кьонг Йонг, Ким Джи Ън, Чонг Санг Хун от 2022 г.
Базиран е на уеб роман със същото заглавие от И Хе Нал, който е адаптиран и в популярен комикс. Излъчва се от 8 април до 28 май 2022 г. по SBS в петък и събота от 22:00 ч. (KST). Разказва за темпераментен прокурор, който получава втори шанс в живота си, за да накаже злото.

## Сюжет
Ким Хи У (И Джун Ги) е прокурор с гореща кръв, който не прави компромис със закона и справедливостта. Той е бил най-лошият ученик в гимназията и с посредствени умения по бойни изкуства, но чрез усилена работа успява да влезе в университет, да завърши право и да стане прокурор.
Като прокурор Ким Хи У е решен да изправи пред съда властимащите и корумпираните, като разчита на своята упоритост, преценка, постоянство и почтеност. Той разследва случай за политическа корупция, в който е замесен Чо Те Соп – почитан и могъщ политик, който всъщност е безмилостен и елиминира всеки, който му попречи. По време на разследването Хи У е несправедливо убит, именно от Чо Те Соп, но изненадващо получава втори шанс за живот.
Той се завръща към живота си 15 години по-рано и започва всичко отначало. Опитът му, натрупан в предишния живот, му позволява да се представи по-добре през втория си живот и да стане многоквалифициран прокурор. За да постигне целта си, той трябва да е перфектен във всеки аспект – ум, бойни умения и дори богатство.
Затова той тренира усилено, за да подобри бойните си способности. Упорито учи, за да стане прокурор, като използва натрупания вече опит. Дори придобива умения в бизнеса с недвижими имоти, за да забогатее и изправи Чо Те Соп пред правосъдието, като прекъсне източниците му на средства и унищожи вътрешния му кръг на злото.
Ще успее ли Ким Хи У да накаже Чо Те Соп и да получи справедливостта, която не е успял в предишния си живот?

## Актъорски състав
- И Джун Ги – Ким Хи У
- И Кьонг Йонг – Чо Те Соп
- Ким Джи Ън – Ким Хи А
- Чонг Санг Хун – И Мин Су
- Ким Че Кьонг – Ким Хан Ми
- Хонг Би Ра – Ким Кю Ри
- Ким Джин У – Че Канг Джин
- Пак Чул Мин – Ким Чанг Сон
- Ким Хи Чонг – И Ми Ок
- Ким Хьонг Мук – Чанг Ил Хьон
- На Ин Гю – О Мин Гук
- И Сун Дже – У Йонг Су
- И Дже У – Канг Мин Сок
- Ча Джу Йонг – Хан Джи Хьон

## Награди
Награди за драма на SBS за 2022 – сериалът печели в следните категории:
- Най-добър актьор в минисериал – И Джун Ги
- Най-добра актриса в поддържаща роля – Ким Че Кьонг